# 우심증
우심증(右心症, 영어: dextrocardia)은 심장 끝이 신체의 우측에 위치하는 선천성 장애이다. 크게 고립된 우심증(isolated dextrocardia), 내장 역위 우심증(dextrocardia situs inversus)으로 나뉜다.
12,019명의 임신 중 약 1명 꼴로 발생하는 것으로 추정된다.
일본에서의 5년 이상 1,753명의 심초음파 연구에 따르면 단지 2번의 사례만 있다.